# تپه چیا کچکینه
تپه چیا کچکینه مربوط به عصر مس و سنگ است و در شهرستان دالاهو، بخش مرکزی، دهستان حومه، ۱ کیلومتری غرب روستای چشمه سفید واقع شده و این اثر در تاریخ ۲۷ اسفند ۱۳۸۶ با شمارهٔ ثبت ۲۲۳۱۲ به‌عنوان یکی از آثار ملی ایران به ثبت رسیده است.